# Khalifa St. Fort
Khalifa St. Fort (ur. 13 lutego 1998) – trynidadzko-tobagijska lekkoatletka specjalizująca się w biegach sprinterskich.
Srebrna medalistka w biegu na 100 metrów podczas mistrzostw świata juniorów młodszych w Cali (2015). W tym samym roku zdobyła brąz światowego czempionatu w Pekinie za bieg w eliminacjach sztafety 4 × 100 metrów.

## Osiągnięcia
| Rok  | Impreza                               | Miejsce        | Konkurencja             | Lokata     | Wynik         |
| ---- | ------------------------------------- | -------------- | ----------------------- | ---------- | ------------- |
| 2015 | Mistrzostwa świata juniorów młodszych | Cali           | bieg na 100 metrów      | 2. miejsce | 11,19         |
| 2015 | Mistrzostwa panamerykańskie juniorów  | Edmonton       | bieg na 100 metrów      | 1. miejsce | 11,31         |
| 2015 | Mistrzostwa panamerykańskie juniorów  | Edmonton       | sztafeta 4 × 100 metrów | 4. miejsce | 47,11         |
| 2015 | Mistrzostwa świata                    | Pekin          | sztafeta 4 × 100 metrów | 3. miejsce | 42,24 (elim.) |
| 2016 | Mistrzostwa świata juniorów           | Bydgoszcz      | bieg na 100 metrów      | 3. miejsce | 11,18         |
| 2016 | Igrzyska olimpijskie                  | Rio de Janeiro | sztafeta 4 × 100 metrów | 5. miejsce | 42,12         |
| 2017 | IAAF World Relays                     | Nassau         | sztafeta 4 × 100 metrów | eliminacje | DNF           |
| 2017 | Mistrzostwa panmerykańskie            | Trujillo       | bieg na 100 metrów      | 1. miejsce | 11,32         |
| 2017 | Mistrzostwa świata                    | Londyn         | bieg na 100 metrów      | eliminacje | 11,44         |
| 2017 | Mistrzostwa świata                    | Londyn         | sztafeta 4 × 100 metrów | 6. miejsce | 42,62         |

## Rekordy życiowe
- Bieg na 100 metrów – 11,06 (2017)
- Bieg na 200 metrów – 23,55 (2014)